# La città dei segreti
La città dei segreti è il quarto libro della serie Stravaganza di Mary Hoffman.

## Trama
Il protagonista è Matt Wood (Matteo Bosco in Talia), un ragazzo che frequenta la stessa scuola di Georgia, Sky e Nick, affetto da dislessia. Per il suo compleanno acquista un libro rilegato (il suo talismano) e, quando la sera si addormenta con il testo in mano, si risveglia nello Scriptorium (dove si stampano i libri) dell'Università di Padula (Padova).
In Talia fa la conoscenza con il professor Constantin, il suo mentore e Luciano, a Padula per studiare. Entra a far parte degli Stravaganti e con loro deve contrastare i malvagi piani di Fabrizio de' Chimici, dopo la morte del padre divenuto Gran Duca della Tuschia e loro mortale nemico. Grazie all'appoggio della Chiesa è infatti riuscito a far promulgare, in mezza Talia, severe leggi contro la magia e la vecchia religione, che prevedevano la pena di morte per i trasgressori.
Nel libro si ritrovano anche gli altri personaggi: Georgia, Nick, Sky, Arianna, Silvia, Rodolfo, Dethridge, Guido Parola, Enrico Poggi, i Chimici ecc.
Il libro non è uscito in lingua italiana.